# Гросс, Павел
Павел Гросс (чеш. Pavel Gross; род. 11 мая 1968 года, Усти-над-Лабем, Чехословакия) — чехословацкий хоккеист, чешский и немецкий тренер.

## Карьера
С сезона 1987/88 выступал за хоккейный клуб «Спарта» (Прага). В драфте НХЛ 1988 года Павел был выбран клубом НХЛ «Нью-Йорк Айлендерс».
Летом 1990 года переехал в Германию, где заключил контракт с клубом «Фрайбург», после вылета «Фрайбурга» в сезоне 1992/93 перешел в «Адлер Мангейм» в сезоне 1993/94 и остался там до сезона 1998/99. В составе «орлов» стал трижды чемпионом Германии в 1997, 1998 и 1999 годах. В сезоне 1999/2000 переехал в Берлин, где выступал за «Берлин Кэпиталс» в сезоне 2001/02, после этого сезона «Берлин Кэпиталз» потерял лицензию и был переведен в Региональной лиги. Завершил карьеру игрока в 2004 году.
В составе сборной Чехии провел три матча в сезоне 1995/96 годов.
Играющий тренер клуба «Берлин Кэпиталз» в 2001 году.
Помощник главного тренера «Фрайбург» в сезоне 2004/05.
Помощник главного тренера «Франкфурт Лионс» в сезоне 2005/06.
С сезона 2008/09 сначала помощник главного тренера Гризли Адамс Вольфсбург. Главным тренером клуба «Вольфсбург» стал в сезоне 2010/11.[1]